# 横笛

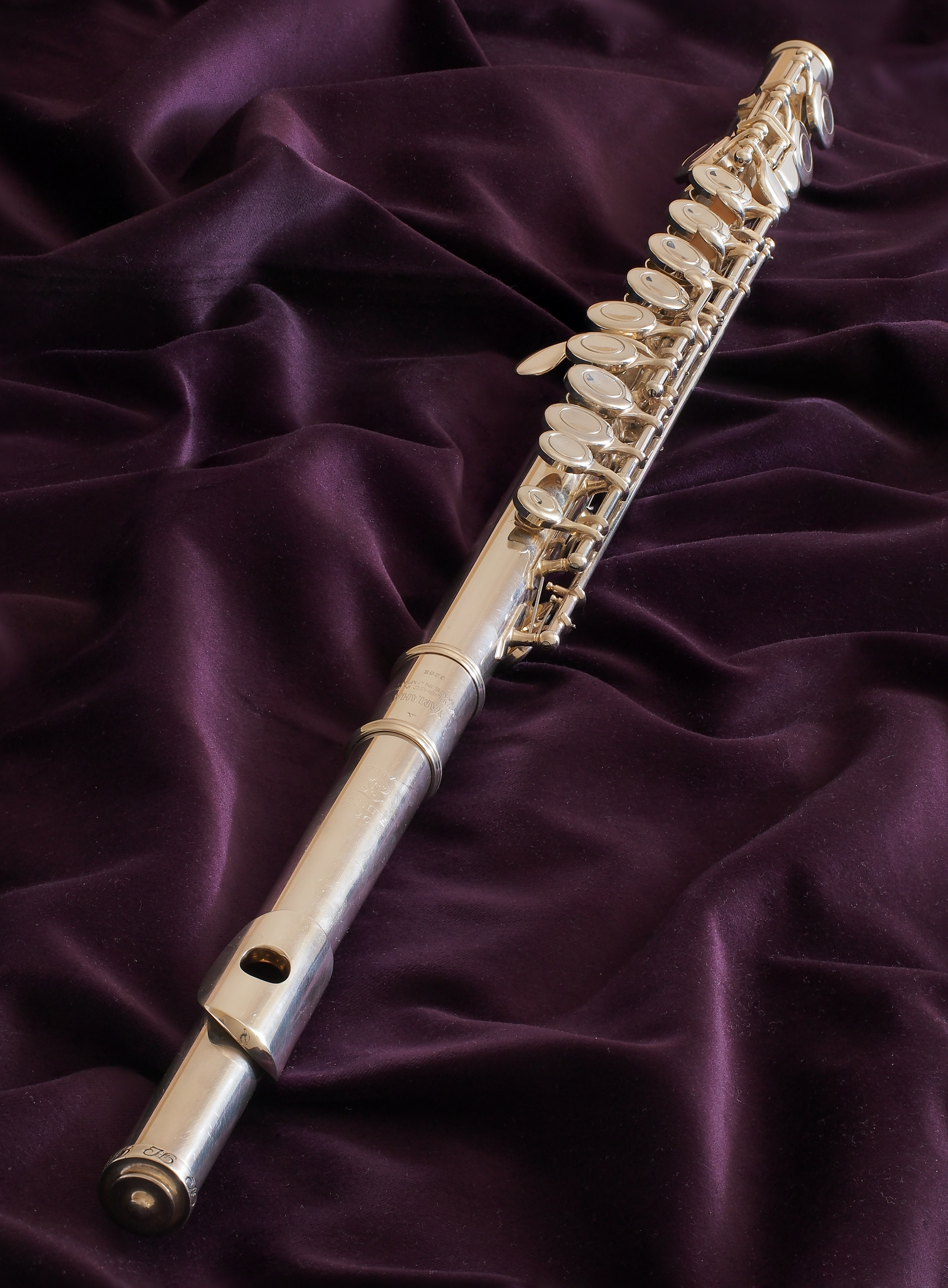
代表的な横笛である西洋コンサートフルート

横笛（よこぶえ、おうてき、ようじょう、おうじゃく）は、横に構えて吹く笛（木管楽器）の総称である。演奏者は、笛の胴の長さに垂直な方向に、アンブシュア孔と交わるように息を吹き込む。
代表的なものに西洋コンサートフルート（いわゆるフルート）、インドの古典的な笛（バーンスリーおよびヴェヌー）、中国の笛子、西洋のファイフ、数多くの日本の笛、テグム（大笒）、チュングム（中笒）、ソグム（小笒）といった朝鮮の笛がある。
日本の横笛には、龍笛、篠笛、能管、神楽笛、高麗笛などがある。龍笛（竜笛）は横笛と書いて「おうてき」「ようじょう」とも呼ぶ。